# Makivka, Rokîtne
Makivka (în ucraineană Маківка) este localitatea de reședință a comunei Makivka din raionul Rokîtne, regiunea Kiev, Ucraina.

## Demografie
Componența lingvistică a localității Makivka
     Ucraineană (99,49%)
     Alte limbi (0,5%)
Conform recensământului din 2001, majoritatea populației localității Makivka era vorbitoare de ucraineană (99,49%), existând în minoritate și vorbitori de alte limbi.